# 人事官
人事官（じんじかん）とは、人事院を組織する特別職の国家公務員である。定数は3人で、うち1人は人事院を代表する人事院総裁を命ぜられる。

## 地位
人事官の身分は、特別職の国家公務員である。人事官3人のうちの1人は、内閣によって人事院総裁を命ぜられ、人事院を代表する。人事官の官職は、人事院の職務を執行する職員ではなく人事院を組織する構成員の職であり、官名は単に「人事官」と言い「人事院」の字は頭に冠さない。人事院総裁たる人事官は、通例「人事院総裁」と呼ばれるが、官名はあくまで人事官であり、人事官であることを強調する場合は「人事院総裁人事官」と表記することもある。
給与の待遇は特別職の職員の給与に関する法律に規定され、人事院総裁が国務大臣と同等、その他の人事官が大臣政務官と同等である。

## 任命
人事官は、人格が高潔で、民主的な統治組織と成績本位の原則による能率的な事務の処理に理解があり、かつ人事行政に関し識見を有する年齢35歳以上の者の中から衆議院と参議院の同意を経て、内閣が任命するとされている。任命後には、人事官としての職務を開始するまでに、最高裁判所長官の面前で宣誓書に署名を行うことが義務づけられている。また、人事官はいわゆる認証官であり、その任免は天皇によって認証される。任期は4年で、再任はできるが12年以上続けて在職することはできない。
人事官には以下に該当する場合は欠格条項となっている。公正中立を保ち、党派的に偏らないようにするための規定も存在する。
- 破産者で復権を得ない者
- 禁錮以上の刑に処せられた者
- 国家公務員法違反を犯し刑に処せられた者
- 懲戒免職の処分を受け、当該処分の日から2年を経過しない者[1]
- 日本国憲法施行の日以後において、日本国憲法又はその下に成立した政府を暴力で破壊することを主張する政党その他の団体を結成し、又はこれに加入した者[1]
- 任命の日以前5年間において、政党の役員、政治的顧問、大きな政治的影響力をもつ政党員であった者
- 任命の日以前5年間において、国政選挙若しくは都道府県選挙の候補者となった者

また、人事官の任命にあたっては下記の制限がある。
- 人事官の2人が、同一政党に属してはならない
- 人事官の2人が、同一の大学学部を卒業した者であってはならない

人事官の欠員を生じた後60日以内（両議院の同意を経なかった場合は期間から除く）に人事官を任命しなかった閣僚は刑事罰が規定されている。
1953年に毎日新聞の神田五雄が任命されて以降、人事官は東大または京大法学部卒の官僚が1人、技術系が1人、大手マスコミ出身者が1人という出身構成が慣例となっている。ただし、小澤治文（元日経新聞常務）の後任として、2009年4月に人事官に任命された篠塚英子は武蔵大学出身の経済学者である。お茶の水女子大学名誉教授であり、産経新聞特別記者の千野境子が当初の人事案であったが、2009年2月の参議院採決で不同意とされたため、篠塚が任命されることになった。2013年には篠塚の後任として一橋大学出身の学者（産業社会学）である上林千恵子法政大学教授を人事官に起用する人事案が国会に提示されたものの、ねじれ国会で不同意となった。代わりに任命された裁判官出身の一宮なほみは翌年、成長戦略として「女性登用」を掲げていた第2次安倍内閣で女性初の人事院総裁に就任した。
2021年6月には一宮の後任として、東京大学出身の経済学者で早稲田大学大学院経営管理研究科教授の川本裕子が、人事官任命と同時に総裁に就任した。

## 罷免
人事官は、公正中立を保つ保障として、裁判官並の強い身分保障が与えられている。欠格条項を満たした場合と12年以上在任した場合を除き、国会による訴追に基づく弾劾裁判を経なければ意に反して罷免されることはない。
人事官の弾劾制度は、国家公務員法第9条、人事官弾劾の訴追に関する法律によって定められた手続きによる。
人事官の弾劾裁判は、最高裁判所が行い、裁判所への訴追は国会が行う。弾劾事由は心身の故障のため、職務の遂行に堪えないことか職務上の義務に違反し、その他人事官たるに適しない非行があることが規定されている。
国会に人事官弾劾の訴追があったときは、衆議院議長がこの件に関する国会の代表となり、参議院議長と協議して両議院の議員の中から訴訟を行う者を指定する。国会から最高裁判所への訴追には、国会の議決が必要である。
国会から議決に基づく人事官弾劾の訴追事由を記載した訴追状の提出を受けた最高裁判所は、訴追状の受理後、30日以上90日以内の間に裁判開始の日を定め、裁判開始から100日以内に判決を行う。裁判の手続きは、人事官弾劾裁判手続規則（昭和25年最高裁判所規則第5号 ）に従ってなされる。

## 職務
人事官は、合議制の行政機関である人事院の構成員として、その意思決定に関わる。少なくとも1週間に1回行われる人事院会議に出席し、国家公務員法に基づく人事院の勧告、報告、意見の申し出、判定など、人事院の議決が必要とされる国家公務員の人事に関する事項を決する。

## 歴代人事官及び人事院事務総長
- 任期は、特記ない限り、国家公務員法の本則の規定により4年。ただし、初代の3人のうち2人の任期は同法の附則第4条の経過措置に基づき、それぞれ5年と3年が指定されたため、個別に付記する。
- （残任）は前任者の残任期間を任期とする補欠の人事官を、（制限）は最長12年の在任制限が到来する任期にある人事官を指す。なお、この（制限）の場合、当該満了となる人事官個人の任期はそこで終わるが、人事官の枠としての任期は4年あるべきものとして計算するため、後任者は補欠者扱いとなりその任期は前任者の残任期間となる。
- 再任は個別のセルで表示する。
- 氏名欄は初代の人事官3人を任期の長い順（官報掲載順）に左側から記載し、以降は後任者を記載する。各種の辞令等における人事官の表記の序列は人事院総裁、次いで先任の人事官となっており、必ずしも本表の左側の人事官が右側の人事官の序列上位にあるわけではない（時期により変動する）。なお、臨時人事委員の上野と山下については、任命時はこの順序であったが、確認される資料では少なくとも1948年10月29日の時点で「山下・上野」の順序に変わっている（昭和23年11月6日付け官報本紙・国会事項欄の衆議院政府委員承認の項）。
- 人事官の氏名に付した（願）は依願免官、（亡）は在任中死亡、付記のないものは任期満了。事務総長の（辞）は辞職の承認、（定）は定年退職、（官）は他の官職への異動。
- 任期満了は24時であるのに対し、任期開始は認証官任命式での認証時となるため、前任者満了の翌日に任命・認証された場合であっても厳密には式前の数時間に欠員期間が生ずるが、本表においては即日解消の欠員については記載を省略し、日を跨いで欠員が生じた場合にのみハイフンで表示する。
- 在任中死亡の任期の終期は死亡と同時であるが、便宜上、本表においては死亡日当日のセルをハイフン表示とした。入江誠一郎の例では、セル上は1962年7月24日24時で任期を終えたような表示であるが、実際には翌25日の途中（死亡時）まで在任している。即日後任者任命でない依願免官についても、依願免官当日のセルをハイフン表示とした。内海倫の例では、依願免官となったのは1990年3月31日でなく翌4月1日中（時刻不明）である。
- 人事官の始期と人事院総裁の始期は必ずしも同時でなく、その区別までを併載すると煩雑となるため、本表では素の人事官としての任期のみ記載する。総裁の在任期間の詳細については人事院#歴代人事院総裁参照。

| 臨時人事委員長及び臨時人事委員 | 臨時人事委員長及び臨時人事委員 | 臨時人事委員長及び臨時人事委員 | 臨時人事委員長及び臨時人事委員 |
| 任命年月日                     | 委員長                         | 委員                           | 委員                           |
| ------------------------------ | ------------------------------ | ------------------------------ | ------------------------------ |
| 1947年11月1日                  | 淺井清                         | 上野陽一                       | 山下興家                       |
| 人事官                         |                                |                                |                                |
| 任命年月日等                   | 氏名                           | 氏名                           | 氏名                           |
| 1948年12月7日                  | 淺井清 （5年）                 | 山下興家 （4年）               | 上野陽一 （3年）               |
| 1951年12月7日                  | 淺井清 （5年）                 | 山下興家 （4年）               | -                              |
| 1952年2月4日                   | 淺井清 （5年）                 | 山下興家 （4年）               | 入江誠一郎                     |
| 1952年12月7日                  | 淺井清 （5年）                 | -                              | 入江誠一郎                     |
| 1953年2月6日                   | 淺井清 （5年）                 | 神田五雄                       | 入江誠一郎                     |
| 1953年12月7日                  | 淺井清                         | 神田五雄                       | 入江誠一郎                     |
| 1956年2月4日                   | 淺井清                         | 神田五雄                       | 入江誠一郎                     |
| 1957年2月6日                   | 淺井清                         | 神田五雄                       | 入江誠一郎                     |
| 1957年12月7日                  | -                              | 神田五雄                       | 入江誠一郎                     |
| 1958年2月6日                   | 淺井清 （制限）                | 神田五雄                       | 入江誠一郎                     |
| 1960年2月4日                   | 淺井清 （制限）                | 神田五雄                       | -                              |
| 1960年2月11日                  | 淺井清 （制限）                | 神田五雄                       | 入江誠一郎（亡）               |
| 1961年2月6日                   | -                              | -                              | 入江誠一郎（亡）               |
| 1961年3月2日                   | 中御門經民 （残任）            | 神田五雄                       | 入江誠一郎（亡）               |
| 1962年2月6日                   | -                              | 神田五雄                       | 入江誠一郎（亡）               |
| 1962年2月28日                  | 佐藤正典                       | 神田五雄                       | 入江誠一郎（亡）               |
| 1962年7月25日                  | 佐藤正典                       | 神田五雄                       | -                              |
| 1962年9月3日                   | 佐藤正典                       | 神田五雄                       | 佐藤達夫 （残任）              |
| 1964年2月11日                  | 佐藤正典                       | 神田五雄                       | -                              |
| 1964年2月24日                  | 佐藤正典                       | 神田五雄                       | 佐藤達夫                       |
| 1965年3月2日                   | 佐藤正典                       | 島田巽                         | 佐藤達夫                       |
| 1966年2月28日                  | -                              | 島田巽                         | 佐藤達夫                       |
| 1966年3月4日                   | 佐藤正典                       | 島田巽                         | 佐藤達夫                       |
| 1968年2月24日                  | 佐藤正典                       | 島田巽                         | -                              |
| 1968年3月7日                   | 佐藤正典                       | 島田巽                         | 佐藤達夫                       |
| 1969年3月2日                   | 佐藤正典                       | -                              | 佐藤達夫                       |
| 1969年3月4日                   | 佐藤正典                       | 島田巽                         | 佐藤達夫                       |
| 1970年3月4日                   | -                              | 島田巽                         | 佐藤達夫                       |
| 1970年3月5日                   | 佐藤正典                       | 島田巽                         | 佐藤達夫                       |
| 1972年3月7日                   | 佐藤正典                       | 島田巽                         | -                              |
| 1972年3月15日                  | 佐藤正典                       | 島田巽                         | 佐藤達夫（亡） （制限）        |
| 1973年3月4日                   | 佐藤正典                       | -                              | 佐藤達夫（亡） （制限）        |
| 1973年3月5日                   | 佐藤正典                       | 島田巽                         | 佐藤達夫（亡） （制限）        |
| 1974年3月5日                   | -                              | 島田巽                         | 佐藤達夫（亡） （制限）        |
| 1974年3月23日                  | 加藤六美                       | 島田巽                         | 佐藤達夫（亡） （制限）        |
| 1974年9月12日                  | 加藤六美                       | 島田巽                         | -                              |
| 1974年12月24日                 | 加藤六美                       | 島田巽                         | 藤井貞夫 （残任）              |
| 1976年3月15日                  | 加藤六美                       | 島田巽                         | -                              |
| 1976年4月1日                   | 加藤六美                       | 島田巽                         | 藤井貞夫                       |
| 1977年3月5日                   | 加藤六美                       | 愛川重義                       | 藤井貞夫                       |
| 1978年3月23日                  | 加藤六美                       | 愛川重義                       | 藤井貞夫                       |
| 1980年4月1日                   | 加藤六美                       | 愛川重義                       | 藤井貞夫 （願）                |
| 1981年3月5日                   | 加藤六美                       | 愛川重義                       | 藤井貞夫 （願）                |
| 1982年3月23日                  | 加藤六美                       | 愛川重義                       | 藤井貞夫 （願）                |
| 1984年2月27日                  | 加藤六美                       | 愛川重義                       | 内海倫 （残任）                |
| 1984年4月1日                   | 加藤六美                       | 愛川重義                       | -                              |
| 1984年4月2日                   | 加藤六美                       | 愛川重義                       | 内海倫                         |
| 1985年3月5日                   | 加藤六美                       | -                              | 内海倫                         |
| 1985年3月23日                  | 加藤六美                       | 佐野弘吉                       | 内海倫                         |
| 1986年3月23日                  | -                              | 佐野弘吉                       | 内海倫                         |
| 1986年3月24日                  | 石坂誠一                       | 佐野弘吉                       | 内海倫                         |
| 1988年4月2日                   | 石坂誠一                       | 佐野弘吉                       | 内海倫 （願）                  |
| 1989年3月23日                  | 石坂誠一                       | 佐野弘吉                       | 内海倫 （願）                  |
| 1990年3月24日                  | -                              | 佐野弘吉                       | 内海倫 （願）                  |
| 1990年3月28日                  | 石坂誠一                       | 佐野弘吉                       | 内海倫 （願）                  |
| 1990年4月1日                   | 石坂誠一                       | 佐野弘吉                       | -                              |
| 1990年4月2日                   | 石坂誠一                       | 佐野弘吉                       | 彌富啓之助 （残任）            |
| 1992年4月2日                   | 石坂誠一                       | 佐野弘吉                       | 彌富啓之助                     |
| 1993年3月23日                  | 石坂誠一                       | -                              | 彌富啓之助                     |
| 1993年3月24日                  | 石坂誠一                       | 播谷実                         | 彌富啓之助                     |
| 1994年3月28日                  | -                              | 播谷実                         | 彌富啓之助                     |
| 1994年4月8日                   | 市川惇信                       | 播谷実                         | 彌富啓之助                     |
| 1996年4月2日                   | 市川惇信                       | 播谷実                         | 彌富啓之助 （願）              |
| 1997年3月24日                  | 市川惇信                       | -                              | 彌富啓之助 （願）              |
| 1997年3月26日                  | 市川惇信                       | 播谷実                         | 彌富啓之助 （願）              |
| 1997年6月23日                  | 市川惇信                       | 播谷実                         | -                              |
| 1997年6月24日                  | 市川惇信                       | 播谷実                         | 中島忠能 （残任）              |
| 1998年4月8日                   | 市川惇信 （願）                | 播谷実                         | 中島忠能 （残任）              |
| 2000年4月2日                   | 市川惇信 （願）                | 播谷実                         | -                              |
| 2000年4月4日                   | 市川惇信 （願）                | 播谷実                         | 中島忠能                       |
| 2000年11月8日                  | -                              | 播谷実                         | 中島忠能                       |
| 2000年11月9日                  | 佐藤壮郎 （残任）              | 播谷実                         | 中島忠能                       |
| 2001年3月26日                  | 佐藤壮郎 （残任）              | -                              | 中島忠能                       |
| 2001年4月2日                   | 佐藤壮郎 （残任）              | 小澤治文                       | 中島忠能                       |
| 2002年4月8日                   | -                              | 小澤治文                       | 中島忠能                       |
| 2002年4月12日                  | 佐藤壮郎                       | 小澤治文                       | 中島忠能                       |
| 2004年4月4日                   | 佐藤壮郎                       | 小澤治文                       | -                              |
| 2004年4月5日                   | 佐藤壮郎                       | 小澤治文                       | 谷公士                         |
| 2005年4月2日                   | 佐藤壮郎                       | 小澤治文                       | 谷公士                         |
| 2006年4月12日                  | 原恒雄                         | 小澤治文                       | 谷公士                         |
| 2008年4月5日                   | 原恒雄                         | 小澤治文                       | -                              |
| 2008年4月8日                   | 原恒雄                         | 小澤治文                       | 谷公士 （願）                  |
| 2009年4月2日                   | 原恒雄                         | 篠塚英子                       | 谷公士 （願）                  |
| 2009年9月11日                  | 原恒雄                         | 篠塚英子                       | -                              |
| 2009年11月18日                 | 原恒雄                         | 篠塚英子                       | 江利川毅 （残任）              |
| 2010年4月12日                  | 原恒雄                         | 篠塚英子                       | 江利川毅 （残任）              |
| 2012年4月8日                   | 原恒雄                         | 篠塚英子                       | -                              |
| 2012年4月11日                  | 原恒雄                         | 篠塚英子                       | 吉田耕三                       |
| 2013年4月2日                   | 原恒雄                         | -                              | 吉田耕三                       |
| 2013年6月17日                  | 原恒雄                         | 一宮なほみ                     | 吉田耕三                       |
| 2014年4月12日                  | 立花宏                         | 一宮なほみ                     | 吉田耕三                       |
| 2020年4月18日                  | 立花宏                         | 一宮なほみ                     | -                              |
| 2020年4月22日                  | 立花宏                         | 一宮なほみ                     | 古屋浩明                       |
| 2021年6月23日                  | 立花宏                         | 川本裕子                       | 古屋浩明                       |
| 2022年4月19日                  | 伊藤かつら                     | 川本裕子                       | 古屋浩明                       |

| 臨時人事委員会事務局長 | 臨時人事委員会事務局長 | 臨時人事委員会事務局長               | 臨時人事委員会事務局長                   |
| 代                     | 氏名                   | 在任期間                             | 備考                                     |
| ---------------------- | ---------------------- | ------------------------------------ | ---------------------------------------- |
| -                      | 岡部史郎               | （1947年11月1日 - 1948年4月10日）    | 臨時人事委員会事務局長心得               |
| 1                      | 佐藤朝生               | 1948年4月10日 - 1948年12月3日        |                                          |
| 人事院事務総長         |                        |                                      |                                          |
| 代                     | 氏名                   | 在任期間                             | 備考                                     |
| 1                      | 佐藤朝生               | 1948年12月3日 - 1958年6月17日（官）  | 総理府総務副長官受任に伴う退任           |
| -                      | 滝本忠男               | （1958年6月17日 - 1958年7月8日）     | 人事院事務総長事務代理（人事院給与局長） |
| 2                      | 吉岡恵一               | 1958年7月8日 - 1963年9月10日（辞）   |                                          |
| 3                      | 藤井貞夫               | 1963年9月10日 - 1967年10月27日（辞） |                                          |
| 4                      | 増子正宏               | 1967年10月27日 - 1973年11月1日（辞） |                                          |
| 5                      | 尾崎朝夷               | 1973年11月1日 - 1977年6月1日（辞）   |                                          |
| 6                      | 茨木廣                 | 1977年6月1日 - 1979年9月14日（辞）   |                                          |
| 7                      | 角野幸三郎             | 1979年9月14日 - 1982年2月10日（辞）  |                                          |
| 8                      | 長橋進                 | 1982年2月10日 - 1983年3月31日（辞）  |                                          |
| 9                      | 加藤圭朗               | 1983年3月31日 - 1985年1月16日（辞）  |                                          |
| 10                     | 斧誠之助               | 1985年1月16日 - 1987年1月20日（辞）  |                                          |
| 11                     | 鹿兒島重治             | 1987年1月20日 - 1990年1月16日（辞）  |                                          |
| 12                     | 中島忠能               | 1990年1月16日 - 1993年1月16日（辞）  |                                          |
| 13                     | 森園幸男               | 1993年1月16日 - 1995年1月18日（辞）  |                                          |
| 14                     | 丹羽清之助             | 1995年1月18日 - 1996年1月16日（辞）  |                                          |
| 15                     | 山崎宏一郎             | 1996年1月16日 - 1997年1月16日（辞）  |                                          |
| 16                     | 小堀紀久生             | 1997年1月16日 - 1998年12月26日（辞） |                                          |
| 17                     | 武政和夫               | 1998年12月26日 - 2001年1月5日（辞）  |                                          |
| 18                     | 尾木雄                 | 2001年1月6日 - 2003年3月31日（定）   |                                          |
| 19                     | 大村厚至               | 2003年4月1日 - 2006年1月19日（辞）   |                                          |
| 20                     | 山野岳義               | 2006年1月19日 - 2008年4月10日（辞）  |                                          |
| 21                     | 出合均                 | 2008年4月10日 - 2010年1月18日（辞）  |                                          |
| 22                     | 吉田耕三               | 2010年1月18日 - 2012年4月9日（辞）   | 人事官受任に備えた依願退職               |
| 23                     | 尾西雅博               | 2012年4月9日 - 2014年4月18日（辞）   |                                          |
| 24                     | 永長正士               | 2014年4月18日 - 2017年6月1日（辞）   |                                          |
| 25                     | 古屋浩明               | 2017年6月1日 - 2019年4月1日（辞）    |                                          |
| 25                     | 森永耕造               | 2019年4月1日 - 2021年1月12日 (辞)    |                                          |
| 26                     | 松尾恵美子             | 2021年1月12日 -                      |                                          |